# ماو أمين
ماو أمين (بالصينية: 毛阿敏) هي مغنية صينية، ولدت في 1962 في شانغهاي في الصين.

## وصلات خارجية
- ماو أمين على موقع IMDb (الإنجليزية)
- ماو أمين على موقع ميوزك برينز (الإنجليزية)
- ماو أمين على موقع قاعدة بيانات الفيلم (الإنجليزية)